# Nélio da Silva Melo
Nélio da Silva Melo, detto Nélio (Rio de Janeiro, 26 gennaio 1971), è un ex calciatore brasiliano, di ruolo attaccante.

## Biografia
Anche i fratelli Nilberto, Gilberto, Edmilson e Nenei sono stati calciatori.

## Caratteristiche tecniche
Gioca come attaccante, ma può ricoprire anche il ruolo di centrocampista offensivo. È dotato di una buona tecnica e il suo tratto saliente è la rapidità.

## Carriera

### Club
Cresciuto nel settore giovanile del Flamengo, debuttò il 28 maggio 1988 contro il Goytacaz; non fece parte della prima squadra fino al 1990, anno in cui iniziò a giocare stabilmente nei titolari. Partecipò alla vittoriosa Coppa del Brasile 1990, conquistando poi il campionato statale l'anno seguente. Nel 1992 risaltò particolarmente la sua abilità, in special modo nel campionato nazionale, vinto dal Flamengo: Nélio segnò cinque gol in quattordici incontri, risultando decisivo per la conquista del titolo con una rete nella finale d'andata contro il Botafogo. Al termine della competizione fu incluso nella selezione degli undici migliori elementi, la Bola de Prata della rivista Placar. Nel 1995 fu ceduto in prestito al Guarani, ma presto fece ritorno al Flamengo; nel 1997 fu invece ceduto in via provvisoria ai rivali cittadini del Fluminense, ove non si mise in evidenza. Tornato nuovamente al club rubro-negro, la società lo cedette per l'ultima volta in prestito all'Atlético Paranaense, e nuovamente le prestazioni di Nélio non furono positive: venne dunque venduto all'Ituano. Nel 1999 giocò due partite ufficiali con l'Atlético Mineiro, vincendo il campionato statale, mentre passò il secondo semestre al Paraná. Dopo un fugace ritorno al calcio carioca con l'Americano, si trasferì in Ungheria, ove militò nell'Haladás. Disputate cinque gare per il Botafogo di Ribeirão Preto nel corso del Campeonato Brasileiro Série A 2001, passò il 2002 al Botafogo-PB (altra società, da non confondere con la precedente), in cui ritrovò il suo ex tecnico Toninho Barroso. Tornato in Ungheria, racimolò due presenze in due annate, e dal 2006 giocò nuovamente in patria: dapprima trasferitosi al Guanabara, passò per Pinheiros e Ypiranga prima di accasarsi al Flamengo di Teresina.

### Nazionale
Nélio fece parte della Nazionale brasiliana olimpica guidata da Ernesto Paulo che partecipò al Torneo Pre-Olimpico CONMEBOL 1992 tenutosi in Paraguay; giocò contro Perù, Paraguay e Colombia, sempre da titolare.

## Palmarès

### Club

#### Competizioni statali
- Taça Rio: 2

Flamengo: 1991, 1996
- Campionato Carioca: 2

Flamengo: 1991, 1996
- Taça Guanabara: 2

Flamengo: 1995, 1996
- Campionato Paranaense: 1

Atlético-PR: 1998
- Campionato Mineiro: 1

Atlético-MG: 1999

#### Competizioni nazionali
- Coppa del Brasile: 1

Flamengo: 1990
- Campionato brasiliano: 1

Flamengo: 1992

#### Competizioni internazionali
- Copa de Oro: 1

Flamengo: 1996

### Individuale
- Bola de Prata: 1

1992